# Stargate (asterismo)
Lo Stargate è un piccolo ma appariscente asterismo situato nella costellazione del Corvo, a breve distanza dal confine con la Vergine.
Consiste di sei stelle ed è facilmente inquadrabile a bassi ingrandimenti tramite qualsiasi telescopio; la sua visibilità è inoltre garantita dal fatto di trovarsi vicino a uno degli oggetti più osservati e fotografati del cielo, la Galassia Sombrero. Le tre stelle più luminose formano un triangolo equilatero, mentre le tre stelle meno luminose si dispongono al centro formando un secondo triangolo orientato in maniera opposta al primo; la figura geometrica così creata ricorda il portale per l'iperspazio utilizzato nelle serie TV di Buck Rogers.
| Stella | Catalogo Tycho | Catalogo Hipparcos | Magnitudine | Distanza (anni luce) | Tipo spettrale |
| ------ | -------------- | ------------------ | ----------- | -------------------- | -------------- |
| A      | 5530-02065-1   | 61466              | 7.92        | 354                  | G0             |
| B      | 5530-02062-1   | 61465              | 8.34        | 285                  |                |
| C      | 5531-01564-1   | -                  | 11.46       | -                    |                |
| D      | 5531-01190-1   | -                  | 9.91        | -                    |                |
| E      | 5530-02063-1   | 61449              | 6.69        | 486                  | G5             |
| F      | 5531-01561-1   | 61486              | 6.61        | 402                  | F0             |